# Березанівка

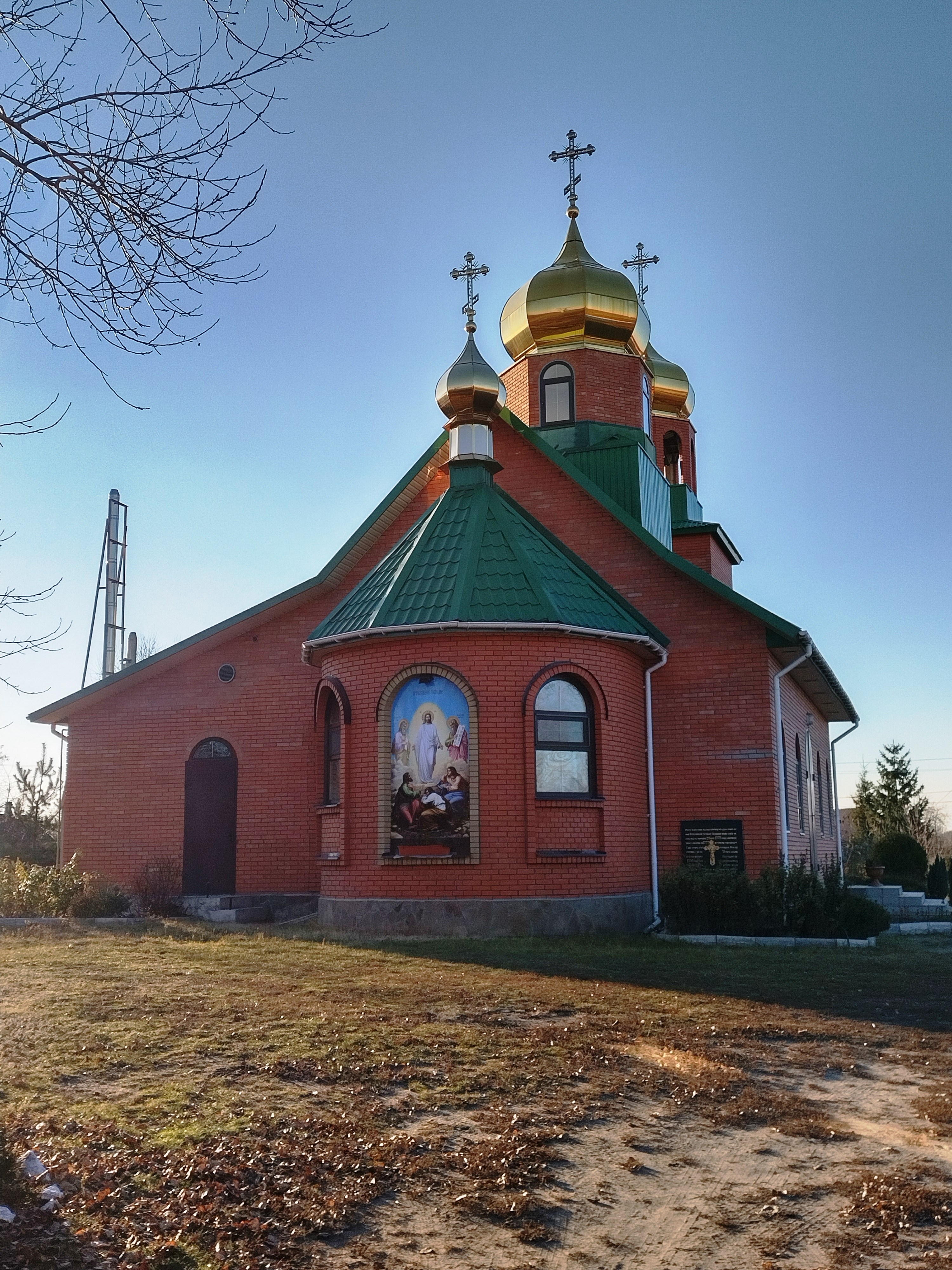
Спасо-Преображенський храм

Березанівка — північно-західний житловий масив Амур - Нижньодніпровського району міста Дніпро.
Межує на півночі — з селом Горянівське, на заході — з селищем Обухівка, на півдні та сході з житловим масивом Кам'янка.
Головними вулицями житлового масиву є Передова (найдовша вулиця Дніпра за кількістю будинків — понад 800), Моторна та Незламна (до 2022 року Петрозаводська).
В Березанівці розташовані Протовчанські озера - стариці Касьянка, Чередницьке з якого витікає річка Шпакова, Сухе, Вошивка, Куплевате, Одинківка з якого  витікає річка Гнилокіш, Куряче.
В селищі розташовані Свято-Іллінський, Свято-Троїцький та Спасо-Преображенський храми.

## Транспорт
Район зв'язаний із центром міста маршрутними таксі №№ 4, 41, 63, 82, 83. За 6 кілометрів від житлового масиву знаходиться однойменна залізнична станція, нині закрита.

## Історія

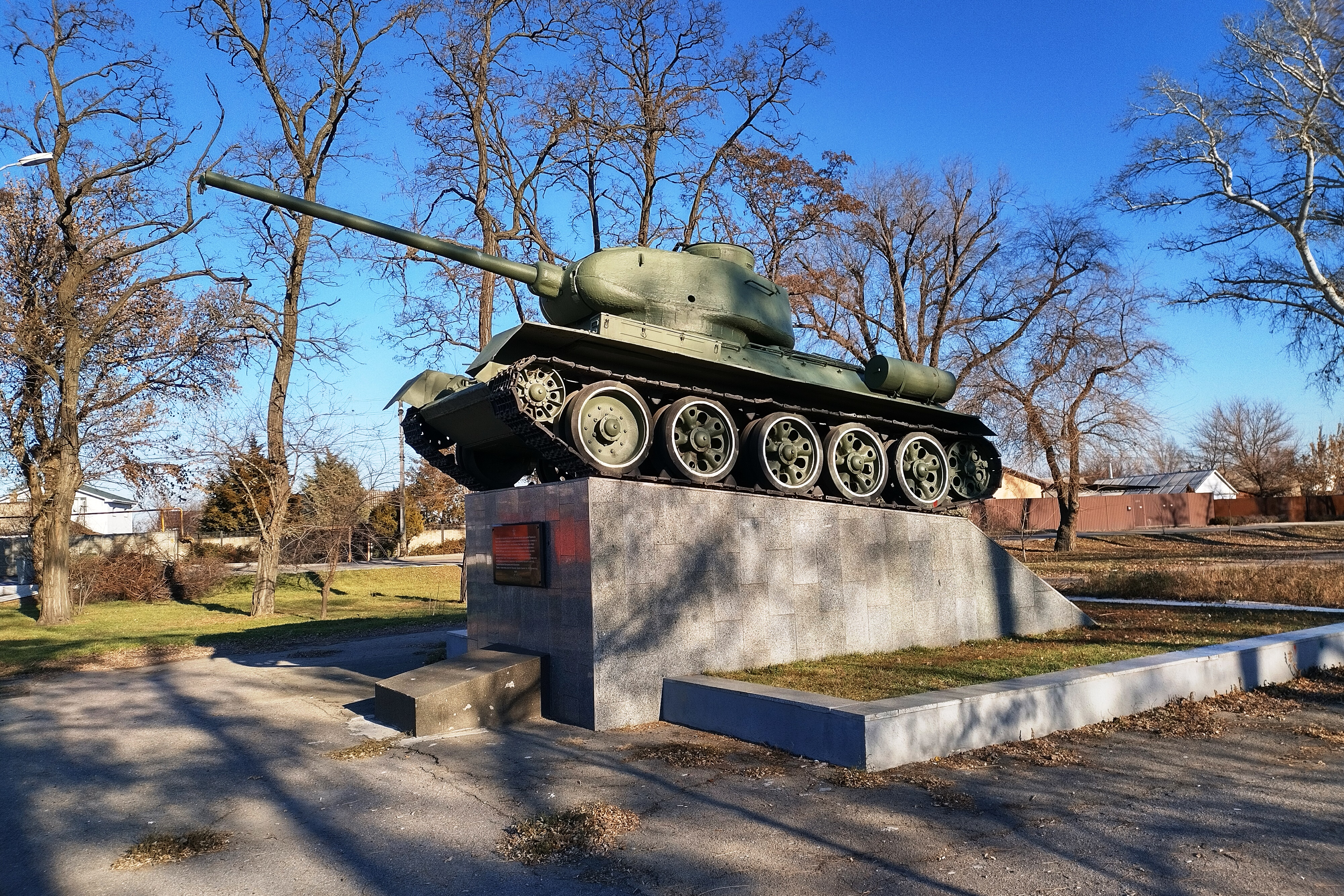
Пам'ятник танку Т - 34 - 85 у Березанівці

Селище вважалося виселком Кам'янки.   
У 1757 році козак Березан заснував хутір, що згодом став слободою Березанівка. Є  також версія походження топоніма від великого березового гаю.    
Село входило до Самарської паланки Війська Запорозького, а після ліквідації Запорізької Січі увійшло до Кам'янської волості Новомосковського повіту Катеринославської губернії.   
У 1923 році Березанівка, Ломівка та Кам'янка увійшли до Єлизавето - Кам'янського району Катеринославської округи. Райцентр знаходився в Кам'янці.  
У 1925 році в "селі Березанівському" налічувалось  господарств - 895, чоловіків - 1455, жінок - 2850. Обох статей - 4305, млинів вітряних - 8, кузень - 1.  
У 1930 - 1960 - х роках називалося селищем Орджонікідзе.  
У 1938 році Березанівка та Кам'янка були об'єднані у селище міського типу Фрунзенське.  
22 січня 1959 року разом із сусідньою Кам'янкою було приєднане до Амур - Нижньодніпровського району Дніпропетровська.  

## Персоналії
- Куліченко Іван Іванович - український політик, народний депутат України 8 скликання, міський голова Дніпропетровська у 2000 - 2015 роках.